# ハーマン・ウォーク

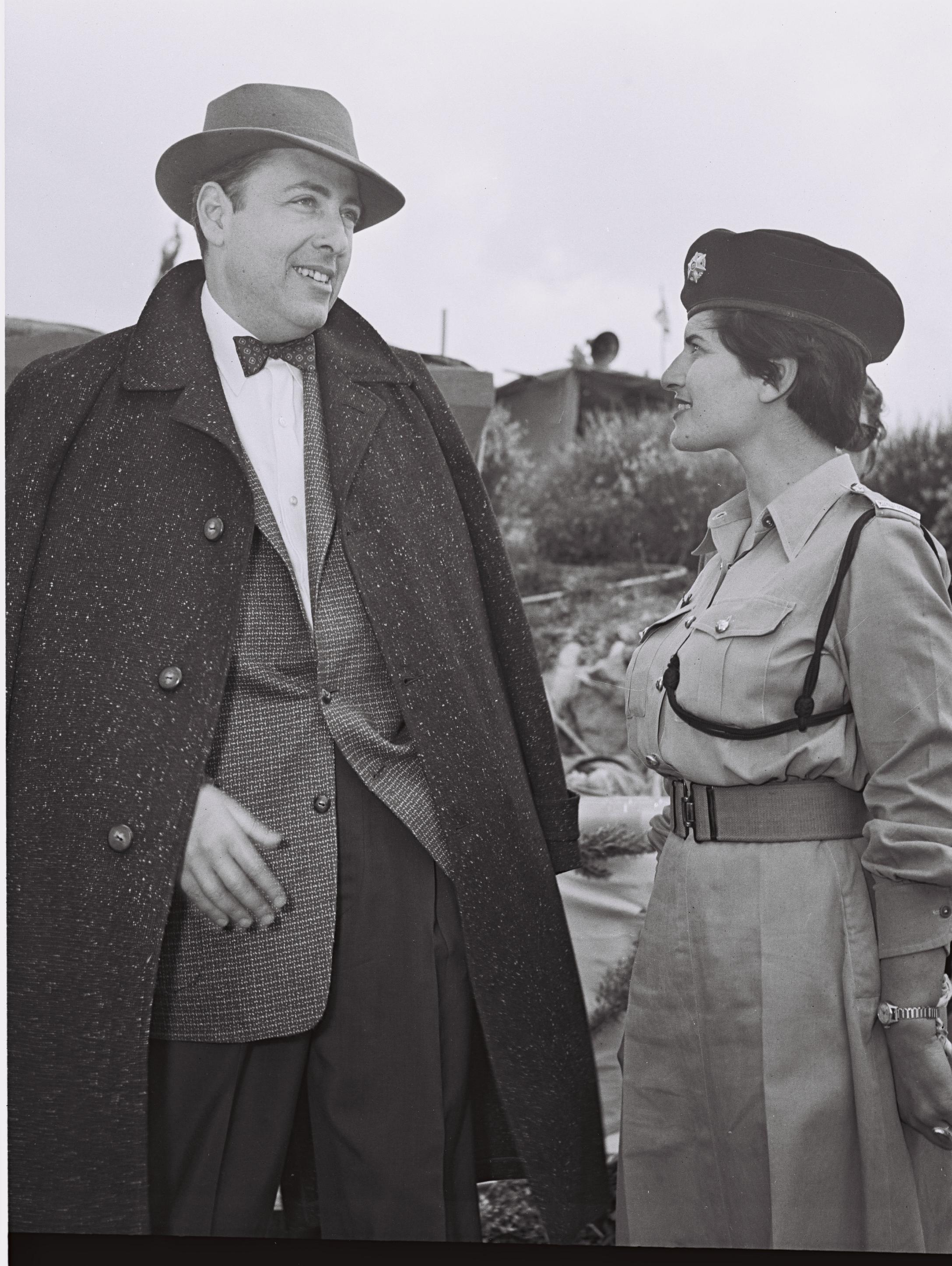
ハーマン・ウォーク（左）。1955年、エルサレムにて

ハーマン・ウォーク（Herman Wouk, 1915年5月27日 - 2019年5月17日）は、『ケイン号の叛乱』、『戦争の嵐』、"War and Remembrance"（戦争と記憶）など、著名な小説を数多く世に送り出したアメリカ人作家である。

## 略歴
ハーマン・ウォークは、帝政ロシア（ミンスク）から移住したユダヤ人を両親に、1915年にニューヨーク市で生まれ、幼年時代をブロンクス地区で過ごした。
高校を卒業後、コロンビア大学に進み比較文学と哲学を専攻し、20歳の時に文学士号を取得した。彼はまずラジオ脚本家となり、"Joke Factory" でデイヴィッド・フリードマンと、その後フレッド・アレンと共に働いた。1941年にはラジオ広告で戦債を販売、合衆国政府のために働いた。
ウォークは、パールハーバー奇襲後、志願してアメリカ海軍に入隊し太平洋戦争に従軍し、「私は機械について学び、私は圧力の下、男たちがどのように行動するかを学び、そして私はアメリカ人を学んだ」と彼が後に述べる、教訓的な体験をした。彼は、掃海駆逐艦USS Zane (DD-337) に通信士官として乗艦し、その後掃海駆逐艦USS Southard (DD-207) に乗艦し、マーシャル、ソロモン、マリアナ、グアム、沖縄などで活躍し、Southardが台風で沈没した時には副官であった。彼の執筆家としてのキャリアは、その非番の時間に小説を書くことによって始まった。
ウォークはベティー・サラ・ブラウンと1945年に結婚、3人の息子を儲ける。1946年には全時間を執筆に充てるようになり、そしてデビュー小説、"Aurora Dawn"（オーロラの兆し?）を1947年に出版した。
1952年、『ケイン号の叛乱』でピューリッツァー賞を受賞。1998年、彼はシオンの守護者賞を受賞する。
ウォークは歴史小説のため、高い資格を有する若い歴史研究者たちを雇い手伝わせた。このおかげでウォークの記述する歴史は、その大部分がたいへん正確である。『ケイン号の叛乱』の最初の方のいくつかの章で描かれている、第二次世界大戦中の太平洋上のアメリカ海軍の小型艦船の乗組員たちの日常生活は、屈指の叙述と評価されている。
2019年5月17日、カリフォルニア州パームスプリングズの自宅で死去。103歳没。

## 作品
- The Man in the Trench Coat （1941年）
- Aurora Dawn （1947年）
- The City Boy （1948年）、『町の子』 古川百合 訳、新思潮社、1954年
- The Traitor （1949年、戯曲）
- Modern Primitive （1951年、戯曲）
- The Caine Mutiny （1951年）、『ケイン号の叛乱』
- The Caine Mutiny Court-Martial （1953年、戯曲）
- Marjorie Morningstar （1955年）、『マージョリーの短き青春』大久保康雄訳 新潮社 1958年
- Slattery's Hurricane （1956年）、『裏切りの空』
- Nature's Way （1957年、戯曲）
- This is My God: The Jewish Way of Life （1959年、改訂版1973年）
  - 『ユダヤ教を語る』島野信宏訳 1990年（ミルトス）
- Youngblood Hawke （1961年）
- Don't Stop the Carnival （1965年）
- The Lomokome Papers （1968年）、『月で発見された遺書－ロモコメ報告書』
- The Winds of War （1971年）、『戦争の嵐』
- War and Remembrance （1978年）『戦争と記憶』（『戦争と嵐』の続編)
- Inside, Outside （1985年）
- The Hope （1993年）
- The Glory|The Glory （1994年）
- The Will to Live on: The Resurgence of Jewish Heritage （2000年）
- A Hole In Texas （2004年）

## 日誌
ウォークは 1937年から個人的な日誌をつけていた。2008年9月10日、Library of Congress Lifetime Achievement Award for the Writing of Fiction（フィクションの執筆に対する米国議会図書館生涯功労賞,  現在はLibrary of Congress Prize for American Fiction）の最初の授賞式で、ウォークは2012年時点で100巻を超える彼の日記を米国議会図書館に贈呈した。ウォークは日記を参照して執筆の日付や事実を確認することが多く、オリジナルを自分の所有物から手放すことを躊躇していた。交渉の結果、解決策としてスキャンするための部局をつくり、全巻をデジタル化した。

## 受賞
- 1952年　ピューリッツァー賞 フィクション部門
- 1952年　Columbia University Medal for Excellence
- 1980年　Alexander Hamilton Medal
- 1986年　Golden Plate Award, American Academy of Achievement
- 1987年　United States Navy Memorial Foundation Lone Sailor Award
- 1998年　Bar-Ilan University Guardian of Zion Award
- 1999年　Jewish Book Council Lifetime Literary Achievement Award
- 2008年　Library of Congress Lifetime Achievement Award for the Writing of Fiction (第１回)

## 文献案内
- The Historical Novel: A Celebration of the Achievements of Herman Wouk, ed. by Barbara A. Paulson（1999年)
- アーノルド・バイクマン（英語版）, "Herman Wouk: The Novelist as Social Historian" （1984年)
- Laurence W. Mazzeno, "Herman Wouk" （1994年)

## トリビア
- ハーマンの兄弟のビクター・ウォーク (Victor Wouk) は、1960年代から1970年代にかけて、米国でのハイブリッドカー開発に貢献した人物である。